# باول فان ك. تومسون
باول فان ك. تومسون (بالإنجليزية: Paul van K. Thomson)‏ هو قسيس أمريكي، ولد في 14 ديسمبر 1916، وتوفي في 22 ديسمبر 1999.